# Александр I Епірський
Александр I Епірський (дав.-гр. Ἀλέξανδρος Α), також відомий як Александр Молоський — цар Епіру (343 / 2–331 рр. до н. е.) з династії Аеакідів. Як син Неоптолема I і брат Олімпіади Епірської, Александр I був дядьком Александра Македонського. Він також був дядьком Пірра Епірського.

## Біографія
Неоптолем I керував спільно з його братом Аріббою Епірським. Коли Неоптолем помер у 357 р. до н. е., його син Александр був лише дитиною, і Арріба став єдиним царем. В с. 350 р. до н. е. Александра привезли до суду Філіпа II Македонського, щоб захистити його. У 342/3 до н. е., коли йому було біля 20 років, Філіп ІІ зробив його царем Епіру, після зняття з трону Арібби Епірського.
Коли в 337 р. до н. е. Олімпіада пішла від чоловіка, вона намагалася спонукати Александра І до війни з Філіпом ІІ. Але Александр відмовився від протистояння і натомість уклав союз з Філіпом, погодившись одружитися з його дочкою (племінницею Александра) Клеопатрою. Під час весілля в 336 р. до н. е. Філіп був убитий Павзанієм.
У 334 р. до н. е. Александр I на прохання грецької колонії Таранто переправився в Італію, щоб допомогти їм у битві проти кількох італійських племен, включаючи луканів та бруттів. Після перемоги над самнітами та луканами поблизу Пестума в 332 р. до н. е. він уклав договір з римлянами. Потім він відвоював Гераклію в луканів, а Теріну і Сіпонтум в бруттів. Через зраду деяких луканян він був змушений брати участь у Битві за Пандосію і був ними убитий.
Він залишив сина Неоптолема ІІ та дочку Кадмею.